# 潘繼遂
潘繼遂（越南语：／；1892年2月2日—1973年6月26日），越南阮朝北圻官員，越南帝國北圻經略使，越南民主共和國副總理。

## 生平

### 早年經歷
潘繼遂是山西省廣威府福壽縣甘蔗盛總蒙阜社（今屬河內市山西市社唐林社）人，成泰四年正月五日（1892年2月2日）出生，父親是福安巡撫潘繼進。

潘繼遂從小學習儒學，後來隨父親到河內，學習西學。他憑藉父蔭進入河內候補場學習。在河內學習期間，他結識了裴杞、武廉山等人。

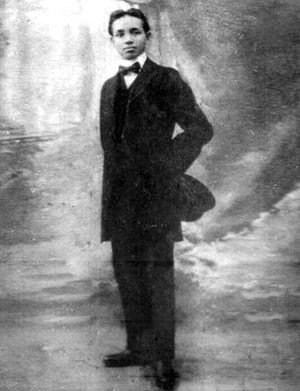
年輕時的潘繼遂

### 政治生涯
維新五年（1911年），因為父親在殖民政府做官的關係，潘繼遂被送往法國巴黎留學。在巴黎留學期間，潘繼遂遇到了化名為阮必成的老朋友阮生恭，他想幫阮生恭註冊入學，但最終未能成功。維新八年（1914年），潘繼遂學成歸國，被任命為河靜省香山知縣。啟定二年（1917年），升任福安省東英知縣。次年（1918年），改任太平省舒池知縣。啟定六年（1921年），改任宣光省安山知縣。啟定八年（1923年），補建安省安老知縣。啟定九年（1924年），改任建安省先朗知縣。保大二年（1927年），改任太平省美祿知縣。次年（1928年），升太平省商佐。保大四年（1929年），補先興知府。
保大六年（1931年），潘繼遂升河東省懷德知府。保大八年（1933年），升南定省二項布政使，領商佐。保大九年九月二十六日（1934年11月2日），升一項布政使，權福安巡撫，後實授二項巡撫。保大十六年（1940年9月29日），升一項巡撫，署北寧總督。保大十七年十二月二十日（1943年1月25日），升二項總督，仍領北寧總督。保大十九年正月十五日（1944年2月8日），調任太平總督。
1945年3月，保大帝宣佈“越南獨立”，成立越南帝國。4月28日，保大帝任命潘繼遂為北圻經略使，接替北圻統使的職責，統管北圻。
但潘繼遂很快認識到，日本人在越南的統治比法國人更苛刻。為此，他與日本侵略者採取了消極的不合作態度，並暗中鼓勵兒子潘繼安與學校的越盟成員接觸。
1945年7月，潘繼遂請求辭去經略使一職，但沒有得到批准。8月15日，日本宣佈無條件投降。第二天，兩名越盟成員阮康和黎仲義到經略衙勸說潘繼遂與越盟合作。17日，順化朝廷批准潘繼遂辭職，另派阮春醫生擔任經略使，但這一舉措並沒能阻止越盟奪取政權。潘繼遂選擇和越盟合作，在離職前，他下達了“不抵抗”的命令，讓越盟順利奪權。
八月革命後，潘繼遂返回了家鄉蒙阜社定居。
二戰結束後，法國殖民者重返越南，與越盟建立的越南民主共和國發生衝突。1947年，北越主席胡志明邀請潘繼遂出任公職，擔任內務部代理部長。1955年9月10日，越南祖國陣線成立，潘繼遂當選中央委員會成員。十天後的9月20日，他又被任命為越南副總理和內務部長。
1963年4月30日，潘繼遂不再擔任內務部長，只保留了副總理一個職務。

### 逝世
1973年6月26日，潘繼遂去世。
2009年8月24日，為了表彰潘繼遂為國家做出的卓越貢獻，越南政府追授他胡志明勳章。